# Prva makedonska fudbalska liga 1992-1993
L'edizione 1992-1993 della Prva makedonska fudbalska liga vide la vittoria finale del Vardar, che conquista il suo primo titolo.
Capocannoniere del torneo fu Saša Ḱiriḱ (Vardar), con 36 reti.

## Organico
Nel compilare l'organico del nuovo campionato, si rispettarono le gerarchie esistenti. Undici erano i club macedoni al tempo inseriti nei tornei federali jugoslavi: due nella Prima Lega nazionale, due nella Seconda Lega nazionale, e sette nella Terza Lega interrepubblicana. I restanti sette club vennero presi in testa alla classifica della Lega macedone, il vecchio campionato repubblicano. Subito ci si accorse tuttavia che il formato a 18 squadre che si usava nella vecchia Jugoslavia era eccessivo nella piccola nuova repubblica, e si pianificò il passaggio a 16 club per l'anno successivo.

## Classifica finale
|                      | Pos. | Squadra          | Pt | G  | V  | N  | P  | GF  | GS  | DR   |
| -------------------- | ---- | ---------------- | -- | -- | -- | -- | -- | --- | --- | ---- |
| Macedonia (bandiera) | 1.   | Vardar           | 61 | 34 | 27 | 7  | 0  | 119 | 16  | +103 |
|                      | 2.   | Sileks Kratovo   | 40 | 34 | 17 | 6  | 11 | 72  | 50  | +22  |
|                      | 3.   | Balkan Skopje    | 40 | 34 | 15 | 10 | 9  | 36  | 21  | +15  |
|                      | 4.   | Pelister         | 36 | 34 | 14 | 8  | 12 | 47  | 36  | +11  |
|                      | 5.   | Sasa             | 36 | 34 | 14 | 8  | 12 | 41  | 44  | -3   |
|                      | 6.   | Sloga Jugomagnat | 34 | 34 | 13 | 8  | 13 | 46  | 37  | +9   |
|                      | 7.   | Tikveš Kavadarci | 34 | 34 | 12 | 10 | 12 | 52  | 50  | +2   |
|                      | 8.   | Osogovo Kočani   | 34 | 34 | 13 | 8  | 13 | 39  | 41  | -2   |
|                      | 9.   | Belasica         | 34 | 34 | 12 | 10 | 12 | 41  | 44  | -3   |
|                      | 10.  | Rudar Probištip  | 34 | 34 | 15 | 4  | 15 | 44  | 47  | -3   |
|                      | 11.  | Pobeda           | 33 | 34 | 14 | 5  | 15 | 51  | 48  | +3   |
|                      | 12.  | Borec            | 32 | 34 | 12 | 8  | 14 | 42  | 43  | -1   |
|                      | 13.  | Cementarnica 55  | 32 | 34 | 13 | 6  | 15 | 37  | 53  | -16  |
|                      | 14.  | Makedonija G.P.  | 32 | 34 | 10 | 12 | 12 | 31  | 51  | -20  |
|                      | 15.  | Metalurg Skopje  | 31 | 34 | 12 | 7  | 15 | 37  | 42  | -5   |
|                      | 16.  | Bregalnica Štip  | 30 | 34 | 11 | 8  | 15 | 38  | 45  | -7   |
|                      | 17.  | Teteks           | 30 | 34 | 12 | 6  | 16 | 35  | 56  | -21  |
|                      | 18.  | Vardarski        | 9  | 34 | 2  | 5  | 17 | 16  | 100 | -84  |

      Campione di Macedonia
      Retrocesse in Vtora Lig